# 375 (tal)
375 är det naturliga talet som följer 374 och som följs av 376.

## Inom vetenskapen
- 375 Ursula, en asteroid.

## Inom matematiken
- 375 är ett udda tal
- 375 är ett sammansatt tal
- 375 är ett defekt tal